# 사랑하세요?
《사랑하세요?》는 1999년 11월 20일부터 2000년 3월 19일까지 방영된 KBS 2TV 주말 드라마이다. 형제간의 사랑과 갈등, 그리고 가족의 화해를 그리겠다는 기획 의도로 제작되었으며 최고 시청율 24.4%를 기록했다.

## 등장 인물
- 최수종 : 박상현 역
- 김민종 : 박상진 역
- 이승연 : 유은혜 역
- 추상미 : 장서영 역
- 권해효 : 이강재 역
- 박정수 : 정인옥 역
- 주현 : 박해성 역
- 조재현 : 신덕배 역
- 박용하 : 장보고 역
- 한진희 : 임선우 역
- 송채환 : 이미숙 역
- 김현정 : 신덕자 역
- 김영애 : 오명주 역
- 정재순 : 이혜자 역
- 신애라 : 연희 역
- 송선미 : 장수미 역
- 안석환
- 권용운 : 남수 역
- 최종원 : 장판식 역
- 정웅인
- 임성훈
- 최불암
- 조성규 : 선기 역
- 이원종 : 김세풍 역
- 양택조
- 이병욱
- 이우석

## OST
| #   | 제목                      | 가수            | 재생 시간 |
| --- | ------------------------- | --------------- | --------- |
| 1.  | 〈알함브라 궁전의 추억〉  | Various Artists |           |
| 2.  | 〈항상 그 자리에〉        | 김민종          |           |
| 3.  | 〈지나간 세월〉           | Various Artists |           |
| 4.  | 〈후회〉                  | Various Artists |           |
| 5.  | 〈기억 속으로〉           | 김민종          |           |
| 6.  | 〈너의 이유〉             | Various Artists |           |
| 7.  | 〈Just Missed The Train〉 | Maarja          |           |
| 8.  | 〈Alone〉                 | Various Artists |           |
| 9.  | 〈항상 그 자리에〉        | 최혜원          |           |
| 10. | 〈너의 향기〉             | Various Artists |           |
| 11. | 〈알함브라 궁전의 추억〉  | Various Artists |           |
| 12. | 〈Goodbye〉               | 남기용          |           |
| 13. | 〈Come To Me,Baby〉       | Various Artists |           |
| 14. | 〈눈인사〉                | Various Artists |           |
| 15. | 〈너 떠난후〉             | Various Artists |           |
| 16. | 〈또 다른 너〉            | Various Artists |           |
| 17. | 〈항상 그 자리에〉        | Various Artists |           |

## 수상
- 1999년 KBS 연기대상 여자 조연상 추상미

## 참고 사항
- 제목에는 당초 《천년의 사랑》, 《그대 있음에》, 《약속》 등이 거론되었으나 우여곡절 끝에 《사랑하세요?》로 최종 결정됐다.[2]
- 박상진 역을 맡았던 김민종은 해당 드라마 때문에 MBC 《햇빛속으로》 캐스팅 제의를 고사했으며[3] 김영애 (오명주 역)는 해당 작품에 앞서 KBS 1TV 《해뜨고 달뜨고》캐스팅 제의를 받았으나 시작 전에 해당 작품으로 가버려 불발됐다.
- 방송위원회로부터 과도한 폭력 장면 묘사로 주의 조치를 받았다.[4]
- 당초 30부작으로 기획되었으나[5] 6회 연장되면서[6] 스케줄 문제로 김민종과 이승연이 중도 하차하였다. 김민종(극중 박상진 역)은 죽는 것으로 처리되었는데, 죽음을 맞는 장면이 지나치게 작위적이어서 비판을 받았고 이승연은 해당 작품 스케줄과 맞물려 2000년 상반기 때 방송될 예정이었던 SBS 미니시리즈 《신화》캐스팅 제의를 고사했으며[7] 이 작품은 같은 해 후반기로 첫 방영이 변경된 한편 이승연 자리에는 김태연을 대타로 올렸으나 제작진이 연기 해석을 놓고 남자 주인공의 한 명이었던 김국진과 마찰을 빚어 편성이 취소됐으며[8] 뒷날 2001년 후반기로 편성이 변경됐다.
- 조재현 (신덕배 역)은 해당 작품 이후 타방송사 위주로 활동했다가 2014년 1TV 주말 대하사극 《정도전》으로 KBS 복귀를[9] 했으나 주인공 배역으로 치자면 1997년 2TV 월화 미니시리즈 《열애》이후[10] 17년 만이었다.